# Plectembolus biflectus
Plectembolus biflectus is een spinnensoort in de taxonomische indeling van de hangmatspinnen (Linyphiidae).
Het dier behoort tot het geslacht Plectembolus. De wetenschappelijke naam van de soort werd voor het eerst geldig gepubliceerd in 1992 door Alfred Frank Millidge & Anthony Russell-Smith.